# Mabrya acerifolia
Mabrya acerifolia är en grobladsväxtart som först beskrevs av Francis Whittier Pennell, och fick sitt nu gällande namn av W.J. Elisens. Mabrya acerifolia ingår i släktet Mabrya och familjen grobladsväxter. Inga underarter finns listade i Catalogue of Life.